# كاسيوس مكدونالد بارنز
كاسيوس مكدونالد بارنز (بالإنجليزية: Cassius McDonald Barnes) هو محامي أمريكي، ولد في 25 أغسطس 1845 في مقاطعة ليفينغستون في الولايات المتحدة، وتوفي في 18 فبراير 1925 في ألباكركي في الولايات المتحدة.